# Thinopteryx padanga
Thinopteryx padanga är en fjärilsart som beskrevs av Swinhoe 1909. Thinopteryx padanga ingår i släktet Thinopteryx och familjen mätare. Inga underarter finns listade i Catalogue of Life.